# Georges Pierquin
Pour les articles homonymes, voir Pierquin.
Georges Pierquin, né le 2 février 1922 à Aix-en-Provence et mort le 14 avril 2001 dans le 8e arrondissement de Marseille, est un écrivain français, auteur de roman policier et de roman d'espionnage.

## Biographie
Il exerce différents métiers avant d'écrire en 1947 un roman  pour lequel il ne trouve pas d'éditeur. En 1955, sous le pseudonyme Georges E. Perkins, il publie L'assassin frappe deux fois dans la collection Le Verrou des éditions Ferenczi & fils. Dans les années 1960, sous son patronyme ou avec Jimmy Guieu sous le pseudonyme Jimmy G. Quint, il écrit des romans d'espionnage et, dans les années 1970, des romans érotiques signés Léo Lustig. 
En 1979, il reprend la série Les Anti-gangs, initiée par Auguste Le Breton. Il écrit cinquante-cinq romans de cette série mettant en scène des policiers sans scrupules que Michel Lebrun décrit comme étant des « flics à l'aspect débonnaire et au parler imagé [sachant] s'adapter à toutes les situations sans rien perdre de leur truculence ».

## Œuvre

### Romans

#### Romans signés Georges Pierquin

##### SérieLe Duc
- Safari guinéen, Presses noires, coll. « Espionnage » no 138 (1968)
- Le Duc et les Hippies, Presses noires, coll. « Espionnage » no 144 (1968)
- Les Anges de Sainte Lucie, Presses noires, coll. « Espionnage » no 148 (1968)
- Le Duc et les Samouraïs, Presses noires, coll. « Espionnage » no 153 (1968)
- Le Duc attaque !, Presses noires, coll. « Espionnage » no 164 (1969)
- 40 hommes, 1 cargo, Presses noires, coll. « Espionnage » no 173 (1969)

##### SérieLes Anti-gangs
Tous les romans de cette série sont publiés aux éditions Plon dans la collection Les Anti-gangs.
- Le Plus Salaud des trois, no 9 (1979)  (ISBN 2-259-00458-X)
- La Polka des ringards, no 10 (1979)  (ISBN 2-259-00480-6)
- Le Poulet à l'armoricaine, no 11 (1979)  (ISBN 2-259-00506-3)
- Bastos à la volée, no 12 (1979)  (ISBN 2-259-00539-X)
- Trois Médusés dans un rafiot, no 13 (1980)  (ISBN 2-259-00573-X)
- Des poulets et des hommes, no 14 (1980)  (ISBN 2-259-00614-0)
- Ces dames au saloon, no 15 (1980)  (ISBN 2-259-00651-5)
- Tacata et Fugue en ré, no 16 (1980)  (ISBN 2-259-00719-8)
- De l'eau dans le gazole, no 17 (1981)  (ISBN 2-259-00758-9)
- Barbe-Bleue, Satan & Cie, no 18 (1981)  (ISBN 2-259-00808-9)
- La Poule aux yeux d'or, no 19 (1981)  (ISBN 2-259-00837-2)
- Ras-le-sac, no 20 (1981)  (ISBN 2-259-00860-7)
- Ça barde à Cambronne, no 21 (1982)  (ISBN 2-259-00898-4)
- Mise en bière-pression, no 22 (1982)  (ISBN 2-259-00933-6)
- Car l'os, c'est Carlos, no 23 (1982)  (ISBN 2-259-00955-7)
- Le Prix du sang, no 24  (1982)  (ISBN 2-259-00986-7)
- La Peau de la panthère, no 25 (1983)  (ISBN 2-259-01013-X)
- Main basse sur l'autoroute, no 26 (1983)  (ISBN 2-259-01044-X)
- Mission en trois points, no 27 (1983)  (ISBN 2-259-01074-1)
- Quand les souris dansent, no 28 (1983)  (ISBN 2-259-01101-2)
- Cinq milliards au bout du colt, no 29 (1984)  (ISBN 2-259-01131-4)
- Festival d'azur et de sang, no 30 (1984)  (ISBN 2-259-01169-1)
- Le Gang des postiches, no 31 (1984)  (ISBN 2-259-01199-3)
- Le Pendu horizontal, no 32 (1984)  (ISBN 2-259-01231-0)
- La Mort en sommeil, no 33 (1985)  (ISBN 2-259-01261-2)
- Du mouron pour La Joconde, no 34 (1985)  (ISBN 2-259-01308-2)
- La Belle du 18 juin, no 35 (1985)  (ISBN 2-259-01340-6)
- Opération Kiwi, no 36 (1985)  (ISBN 2-259-01377-5)
- Drôle de drague, no 37 (1986)  (ISBN 2-259-01391-0)
- Six mecs au Mexique, no 38 (1986)  (ISBN 2-259-01470-4)
- Les Malheurs de Sophia, no 39 (1986)  (ISBN 2-259-01499-2)
- Poulets à la coke, no 40 (1986)  (ISBN 2-259-01559-X)
- Les Aigles d'Égletons, no 41 (1987)  (ISBN 2-259-01589-1)
- Pourquoi tuer un malabar ?, no 42 (1987)  (ISBN 2-259-01633-2)
- Le bain de boue se prend couché, no 43 (1987)  (ISBN 2-259-01679-0)
- Le Beur et l'Argent du beur, no 44 (1987)  (ISBN 2-259-01826-2)
- Déraison d'état, no 45 (1988)  (ISBN 2-258-02176-6)
- Les poulets ont le coup tordu, no 46 (1988)  (ISBN 2-258-02278-9)
- Ripoux, Cailloux, Joujoux..., no 47 (1988)  (ISBN 2-258-02395-5)
- Du rire au drame, no 48 (1988)  (ISBN 2-258-02672-5)
- La Plume et les Poulets, no 49 (1989)  (ISBN 2-258-02803-5)
- La Troisième Terreur, no 50 (1989)  (ISBN 2-258-02853-1)
- Requiem pour un fils de pub, no 51 (1989)  (ISBN 2-258-03048-X)
- Les Bolets sataniques, no 52 (1989)  (ISBN 2-258-03083-8)
- L'union fait la farce, no 53 (1990)  (ISBN 2-285-00138-X)
- Les Marchands de mort-subite, no 54 (1990)  (ISBN 2-285-00188-6)
- C'est sympa de m'avoir tué, no 55 (1990)  (ISBN 2-285-00340-4)
- Les Faucons de Valcolombe, no 56 (1990)  (ISBN 2-285-00380-3)
- Les Pirates durailles, no 57 (1991)  (ISBN 2-285-00490-7)
- Les Pavés de l'enfer, no 58 (1991)  (ISBN 2-285-00649-7)
- La mort avait les ongles en deuil, no 59 (1991)  (ISBN 2-285-00717-5)
- Mort aux vaches, no 60 (1991)  (ISBN 2-285-00789-2)
- Flic, c'est ma vraie nature, no 61 (1992)  (ISBN 2-285-00812-0)
- Seule la dernière tue, no 62 (1992)  (ISBN 2-285-00835-X)
- U troppu stroppia, no 63 (1992)  (ISBN 2-285-00930-5)

##### Autres romans
- La Fringale, Eurédif, coll. « Atmosphère » no 28 (1970)

#### Roman signé Georges E. Perkins
- L'assassin frappe deux fois, Ferenczi & fils, coll. « Le Verrou » no 108 (1955)

#### Romans signés Jimmy G. Quint
- Destination Cataclysme, Fleuve noir, coll. « Espionnage » no 233 (1960)
- Vengez ma trahison, Fleuve noir, coll. « Espionnage » no 266 (1961)
- Pouvoirs spéciaux, Fleuve noir, coll. « Espionnage » no 290 (1961)
- Vipère sous roche, Fleuve noir, coll. « Espionnage » no 310 (1961)
- Alerte zone 54, Fleuve noir, coll. « Espionnage » no 347 (1962)
- Le Repaire des maudits, Presses noires, coll. « Espionnage » no 39 (1965)
- Une garce nommée Bianca, Presses noires, coll. « Espionnage » no 44 (1965)
- Moscou heure espace, Presses noires, coll. « Espionnage » no 49 (1965)
- Traquenard à l'OTAN, Presses noires, coll. « Espionnage » no 57 (1966)
- Plan Hérode 65, Presses noires, coll. « Espionnage » no 62 (1966)
- Baroud à Bendor, Presses noires, coll. « Espionnage » no 69 (1967)
- Terreur à Ouranos, Presses noires, coll. « Espionnage » no 88 (1967)
- Les Corruptibles, Presses noires, coll. « Espionnage » no 102 (1967), réédition Transworld Publications, coll. « La Cible noire » no 26 (1973)
- Rhapsodie en rouge, Presses noires, coll. « Espionnage » no 116 (1967)
- Ombres sur "L'Ancerville", Presses noires, coll. « Espionnage » no 129 (1968)

#### Romans signés Léo Lustig
- Fais ta valise chérie, Eurédif, coll. « Aphrodite » no 33 (1971)
- Les Girelles de Port-Grimaud, Eurédif, coll. « Aphrodite » no 47 (1971)
- Encore... Encore... chérie !, Eurédif, coll. « Aphrodite » no 50 (1972)
- Miss Honda, Eurédif, coll. « Aphrodite » no 65 (1972)
- Miss Honda prend l'amour aux dents, Eurédif, coll. « Aphrodite » no 74 (1972)
- Quand on y met le doigt, Éditions du Phénix, coll. « Cupidon » no 8 (1973)
- Les Jeux du sexe, Éditions du Phénix, coll. « Cupidon » no 25 (1974)
- Ne badine pas avec la chose, Éditions du Phénix, coll. « Cupidon » no 44 (1974)
- Mémoires d'un dragueur, Éditions du Phénix, coll. « Cupidon » no 50 (1974)  (ISBN 2-852-35050-5)
- Les Call-boys, Eurédif, coll. « Aphrodite » no 121 (1975)  (ISBN 2-7167-0295-0)
- Concerto en rut majeur, Éditions du Phénix, coll. « Cupidon » no 78 (1975)  (ISBN 2-852-35084-X)
- La Poupée qui tousse, Éditions du Phénix, coll. « Cupidon » no 84 (1975)  (ISBN 2-852-35091-2)
- Les Mains occultes, Éditions du Phénix, coll. « Cupidon » no 102 (1976)  (ISBN 2-85235-108-0)
- Tendre Aubergine, Éditions du Phénix, coll. « Cupidon » no 110 (1976)  (ISBN 2-852-35113-7)
- Un amour de Prune, Eurédif, coll. « Aphrodite » no 171 (1976)  (ISBN 2-716-70426-0)

## Sources
: document utilisé comme source pour la rédaction de cet article.
- Claude Mesplède (dir.), Dictionnaire des littératures policières, vol. 2 : J - Z, Nantes, Joseph K, coll. « Temps noir », 2007, 1086 p. (ISBN 978-2-910-68645-1, OCLC 315873361), p. 538.